# Горбачи (Берестовицкий район)
Горбачи (бел. Гарбачы) — деревня в Берестовицком районе Гродненской области. Входит в состав Пограничного сельсовета.

## История
До 25 сентября 2003 года деревня входила в состав Пограничного поселкового совета Кватарского сельсовета Берестовицкого района, но решением Гродненского областного Совета депутатов об административно-территориальном устройстве Берестовицкого района была передана в состав Пограничного сельсовета с 16 октября 2007 года.

## Население
- 1999 год — 45 человек
- 2010 год — 23 человека

## Достопримечательности
- В деревне находится Церковь Успения Пресвятой Богородицы (1860)